# Charles de Brosses
Pour les articles homonymes, voir de Brosses.
Charles de Brosses, comte de Tournay, baron de Montfalcon, seigneur de Pregny et Chambésy, de Vezin et de Prevessin, dit « le président de Brosses », est un magistrat, historien, linguiste et écrivain français né à Dijon le 17 février 1709 et mort à Paris le 7 mai 1777.

## Biographie

### Un magistrat bourguignon
Ses origines familiales

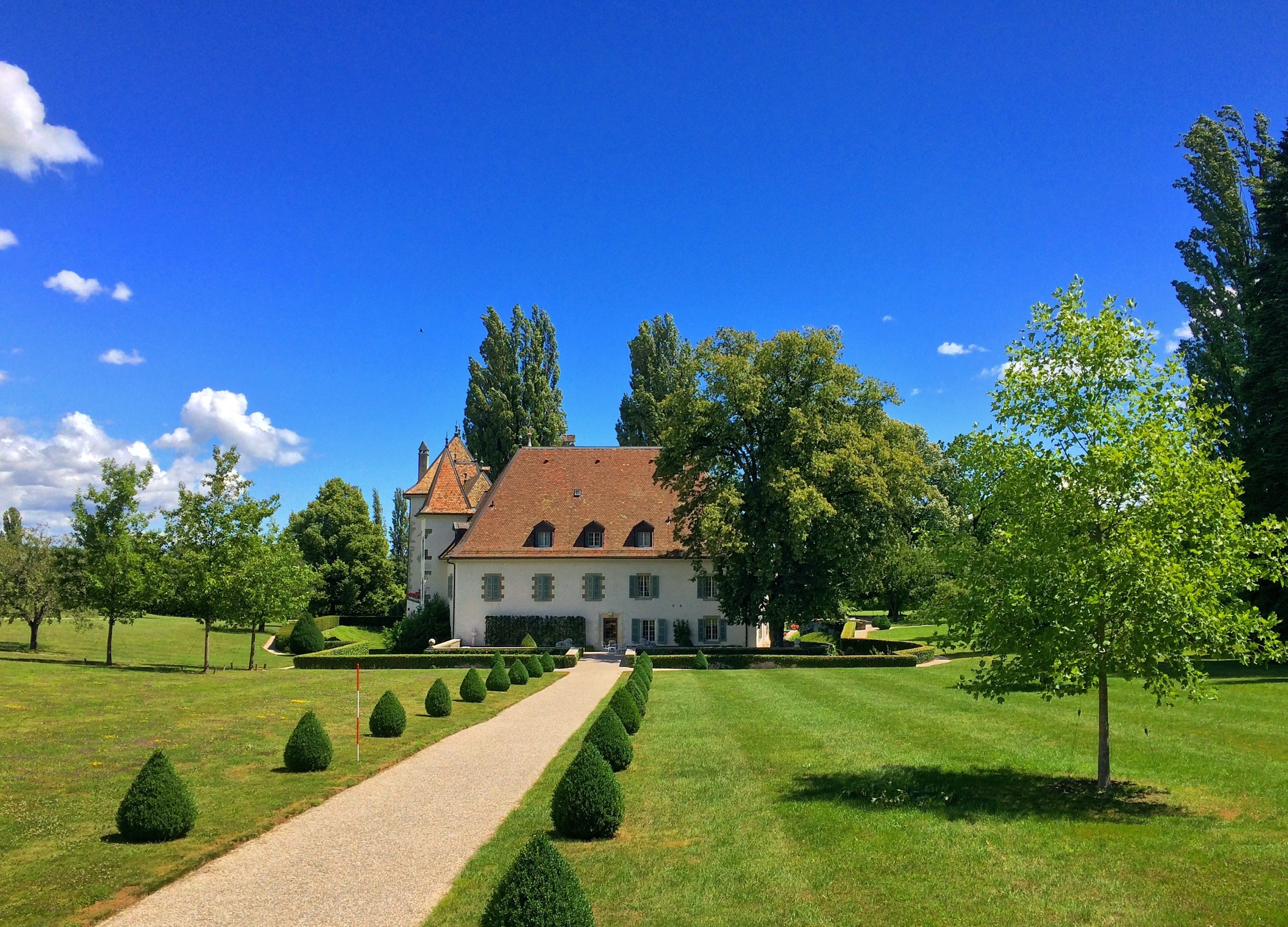
Le château de Tournay où vécut Charles de Brosses de 1752 à 1758.

La famille de Brosses est originaire de la Haute-Savoie et tire son nom d'un fief de Faucigny. Sa filiation est établie depuis l'an 1400. D'autres sources mentionnent que la famille de Brosses, anoblie en 1530 par le duc de Savoie, est originaire de la Bresse, autrefois province du duché de Savoie. La Bresse est rattachée au royaume de France en 1601, au cours du règne du roi de France Henri IV, par le Traité de Lyon. Gustave Chaix d'Est-Ange écrit que la famille de Brosses appartient à la noblesse de robe. Il ajoute que, selon un auteur, elle serait d'origine italienne au XVe siècle mais selon Régis Valette son principe de noblesse prouvé remonte à 1530.
Charles de Brosses nait le 17 février 1709 à Dijon (au palais d'Orange, aujourd'hui 8, place Bossuet) ; il est baptisé en l'église Saint-Jean de Dijon le même jour. Il est le fils de Charles de Brosses seigneur baron de Montfalcon, conseiller au parlement de Bourgogne et de Pierrette Fevret de Saint Mesmin. Son parrain est Charles Fevret de Saint Mesmin, seigneur de Fontette, conseiller au parlement de Metz, son aïeul maternel et sa marraine Françoise Moisson du Bassin, veuve de Messire Pierre de Brosses, baron de Montfalcon, seigneur de Tournay, conseiller au parlement de Bourgogne, son aïeule paternelle. Il a un frère cadet et deux sœurs.
Ses études et sa carrière
Il fait ses humanités chez les jésuites de sa ville natale où il a notamment pour condisciple Buffon, qui reste son ami sa vie durant. Il perd son père alors qu'il a 14 ans. Il étudie le droit. Il est nommé, à vingt et un ans, conseiller à la grand-chambre du parlement de Bourgogne.
En 1739-1740, il effectue un long périple en Italie, en compagnie de Jean-Baptiste de La Curne de Sainte-Palaye (1697-1781), du frère jumeau de  celui-ci, Edmond de Lacurne (1697-1779), de Bénigne Le Gouz de Gerland, grand bailli dijonnais (1695-1774), Germain-Anne Loppin de Montmort, marquis de La Boulaye (1708-1767), et d'Abraham-Guy de Migieu, marquis de Savigny (1718-1749). À son retour, il épouse le 23 novembre 1742 Françoise Castel de Saint-Pierre (-Église), petite-nièce de l’abbé de Saint-Pierre, l’auteur de la Paix perpétuelle, fille du marquis de Crèvecœur (-sur-Eure), écuyer de la duchesse d’Orléans, parent du maréchal de Villars. Celle-ci mourut le 23 décembre 1761. Il épouse en secondes noces Marie-Jeanne Le Gouz de Saint-Seine (1747-1778) en septembre 1766. Il devient président à mortier au parlement de Bourgogne, puis premier président en 1775.

### Un érudit
Cédant aux incitations de Buffon, lecteur des Petites Lettres de Maupertuis, il rédige l’Histoire des navigations aux terres Australes, compilation de tous les voyages alors connus dans les mers du Sud, précédée d’un plaidoyer en faveur d’une campagne de voyages d’exploration dans ces eaux afin d’y découvrir et exploiter le continent Austral qui, pour des raisons mécaniques, ne pouvait manquer de s’y trouver. Charles de Brosses entretient une correspondance avec l’Écossais Alexander Dalrymple, futur premier Hydrographe de sa Majesté Britannique et concurrent malheureux de James Cook à la tête du voyage de découverte finalement entrepris par ce dernier.
C’est à Charles de Brosses que l’on attribue la paternité des mots « Polynésie » (1756) et « Australasie ».  Il acclimate les mots tabou, fétichisme. Il fournit des articles de critique littéraire à l’Encyclopédie de Diderot et D’Alembert.
Passionné par l’œuvre de l’historien romain Salluste, c'est pour rechercher le livre perdu de sa grande histoire de la République romaine qu’il part en Italie. Cette recherche s’étant avérée infructueuse, il occupe trente années de sa vie à composer une Histoire de la République Romaine dans le cours du VIIe siècle (1777), dans laquelle, après avoir traduit tous les morceaux conservés du travail de Salluste, il s’efforce d’en combler les lacunes.
De son voyage en Italie, il ramène cependant l’ouvrage qui contribue à établir sa réputation, les Lettres écrites d’Italie, publiées pour la première fois, longtemps après sa mort, sous le titre Lettres historiques et critiques écrites d’Italie (1799), d’après une mauvaise copie tombée entre les mains d'Antoine Sérieys, puis rééditées par Romain Colomb d’après le texte authentique sous le titre L’Italie il y a cent ans, ou Lettres écrites d’Italie à quelques amis en 1739 et 1740 (1836), avant d’être enfin édité et annoté par Hippolyte Babou sous le titre le plus usité Lettres familières écrites d’Italie (Poulet-Malassis et De Broise, 1858).
De Brosses est reçu associé libre à l’Académie des inscriptions et belles-lettres en 1750. Il fait également partie de l’Académie de Dijon. Des démêlés qu’il a avec Voltaire l’empêchent d’entrer à l’Académie française.
Charles de Brosses meurt dans les bras de sa fille après une maladie de trois jours à Paris le 7 mai 1777 ; il est inhumé à Paris dans l'église Saint-André-des-Arts, depuis démolie.

## Œuvres
- Lettres sur l’état actuel de la ville souterraine d’Herculée et sur les causes de son ensevelissement sous les ruines du Vésuve, Dijon, Desventes, 1750 (lire en ligne [PDF])Premier ouvrage qui ait été publié au sujet d’Herculanum.
- Histoire des navigations aux terres australes, Paris, Durand, 1756, 3 vol. in-4  5 t. 1 - t. 2 : Dans cet ouvrage, de Brosses crée les noms de la Polynésie et de l'Australasie.
- Du culte des dieux Fétiches, Ginevra, Cramer, 1760, in-12 : Dans cet ouvrage, de Brosses crée le mot fétichisme. Titre complet : Du culte des dieux fétiches, ou Parallèle de l'ancienne religion de l'Égypte avec la religion actuelle de Nigritie (285 p) (livre numérisé par Google ; numérisé par Gallica)
- Traité de la formation mécanique des langues, Paris, Saillant, 1765, 2 vol. in-12 : Ouvrage précieux pour l’étymologie, et longtemps tenu pour le plus important de ses écrits.
- Histoire de la République Romaine dans le cours du VIIe siècle, par Salluste, en partie traduite du latin sur l’original, en partie rétablie & composée sur les fragments qui sont restés de ses livres perdus, remis en ordre dans leur place véritable ou le plus vraisemblable, Dijon, Frantin, 1777, 3 vol. in-4 : Tome 1 , Tome 2, Tome 3.
- Lettres écrites d’Italie :
  - Lettres historiques et critiques écrites d’Italie, an VIII (1799), 3 vol. in-8 édités par Antoine Sérieys
  - L’Italie il y a cent ans, ou Lettres écrites d’Italie à quelques amis en 1739 et 1740, éd. Romain Colomb, Paris, Levavasseur, 1836, 2 vol. in-8
  - Lettres familières écrites d’Italie à quelques amis, en 1739 et 1740, éd. Hippolyte Babou, Paris, Poulet-Malassis et de Broise, 1858, in-18
  - Lettres familières sur l'Italie, éd. Yvonne Bézard, Paris, Firmin Didot et Cie, 1931
  - Lettres d’Italie, nouv. éd. par F. d’Agay, Paris, Mercure de France, coll. « Le temps retrouvé », 1986 et 2005
  - Lettres familières, texte établi par Giuseppina Cafasso, introduction, notes et bibliographie par Letizia Norci Cagiano, Naples, Centre Jean Bérard, 1991, 3 tomes (édition critique qui fait aujourd'hui autorité)

## Pour approfondir

#### Ouvrages
- Marie-Nicolas Bouillet  et Alexis Chassang (dir.), « Charles de Brosses » dans Dictionnaire universel d’histoire et de géographie, 1878 (lire sur Wikisource)
- « Charles de Brosses », Gustave Vapereau, Dictionnaire universel des littératures, vol. 2, Paris, Hachette, 1876 [détail des éditions] (lire sur Wikisource)
- Joseph-Théophile Foisset, Le président de Brosses : histoire des lettres et des parlements au XVIIIe siècle, 1842, 610 p. (lire en ligne)
- Henri Mamet, Le Président de Brosses, sa vie et ses ouvrages, Lille, 1874, 270 p. (lire en ligne)
- Sylvain Auroux, Elisabeth Lazcano et Luca Nobile, « Brosses, Charles de. Traité de la formation méchanique des langues », in: Bernard Colombat, CTLF - Corpus de Textes Linguistiques Fondamentaux, Paris-Lyon, 2007.
- Paul Cunisset-Carnot, La Querelle du président de Brosses avec Voltaire, Dijon, impr. de Darantière, 1888, 38 p. (lire en ligne)
- André Bellesort, Le Président des Terres Australes, Le Courrier Australien, Sydney, vendredi 10 juin 1938, page 2
- Charles de Brosses 1777-1977, Actes du colloque organisé à Dijon du 3 au 7 mai 1977 pour le deuxième centenaire de la mort du Président de Brosses, Slatkine, Genève, 1981, 273 p.
- Hermann Harder, Le Président de Brosses et le voyage en Italie au XVIIIe siècle, Genève-Moncalieri, Slatkine-CIRVI, Biblioteca del Viaggio in Italia n° 5, 1981
- Sylviane Leoni, dir., Charles de Brosses et le voyage lettré au XVIIIe siècle (actes du colloque de Dijon, 3-4 octobre 2002), Dijon, Éditions Universitaires de Dijon, coll. « Écritures », 2004
- Gilles Bertrand, « Charles de Brosses. Dijon, 7 février 1709-Paris, 7 mai 1777 », dans Célébrations nationales. 2009, Paris, Ministère de la Culture et de la Communication, Direction des Archives de France, Délégation aux célébrations nationales, 2008, p. 88-90.

#### Articles
- Charles-Augustin Sainte-Beuve, « Le président de Brosses. Sa vie, par M. Th. Foisset, 1842 ; ses Lettres sur l’Italie, publiées par M. Colomb, 1836. », Causeries du lundi. Tome VII (3e éd.),‎ 1865, p. 85-104 (lire en ligne)
- Charles-Augustin Sainte-Beuve, « Voltaire et le Président De Brosses, une intrigue académique au XVIIIe siècle », Causeries du lundi, T. 7,‎ 8 novembre 1832, p. 105 (lire en ligne)
- Odile Gannier, « En Lettres italiques : de Brosses, voyage entre écriture savante et cursive », Acta fabula, no vol. 5, n° 1,‎ 4 mai 2004 (ISSN 2115-8037, lire en ligne, consulté le 23 avril 2025)
- Philippe Foro, « Charles de Brosses entre Salluste et le patrimoine antique de Rome », Anabases, vol. 5,‎ 2007, p. 149–159 (ISSN 1774-4296 et 2256-9421, DOI 10.4000/anabases.3163, lire en ligne, consulté le 23 avril 2025)
- Odile Richard-Pauchet, « .Lettres d’Italie du Président De Brosses, le paradoxe d”une esthétique de la familiarité », Épistolaire. Revue de l’A.I.R.E.,,‎ 2015 (lire en ligne)